# (3752) Camilo
(3752) Camilo es un asteroide perteneciente a los asteroides Apolo descubierto por Eleanor Francis Helin y Maria Antonella Barucci el 15 de agosto de 1985 desde el Sitio de observación de Calern, en Caussols, Francia.

## Designación y nombre
Camilo recibió al principio la designación de 1985 PA.
Más tarde, en 1989, se nombró por Camilo, un personaje de las leyendas romanas, y en honor de uno de los hijos de la segunda descubridora.

## Características orbitales
Camilo está situado a una distancia media del Sol de 1,413 ua, pudiendo alejarse hasta 1,84 ua y acercarse hasta 0,9868 ua. Tiene una excentricidad de 0,3018 y una inclinación orbital de 55,56 grados. Emplea 613,8 días en completar una órbita alrededor del Sol.
Camilo es un asteroide cercano a la Tierra.

## Características físicas
La magnitud absoluta de Camilo es 15,3 y el periodo de rotación de 37,85 horas.